# Ananda Marga
Ananda Marga (Sanskrit, m., आनन्द मार्ग, ānanda mārga, dt.: Weg der Glückseligkeit) ist eine ganzheitliche und spirituelle Philosophie und Lebensweise und eine darauf basierende Gesellschaft und Organisation.  Sie wurde 1955 in Indien von Prabhat Ranjan Sarkar (1921–1990) gegründet.  Sein spiritueller Name ist Shrii Shrii Anandamurti  (Verkörperung von Glückseligkeit).

## Philosophie und Lebensweise
Die Ananda-Marga-Philosophie erkennt ein unendliches Bewusstsein als die fundamentale Ursache aller Vielfalt an; die Essenz aller physischen und metaphysischen Erscheinungen ist unbegrenztes Bewusstsein. Dieses unendliche Bewusstsein wird auch Brahma genannt. Brahma und Glückseligkeit (Ananda) sind identisch. Glückseligkeit ist ein Zustand jenseits der Begrenzungen des Geistes.
Ein wesentlicher Bestandteil der Ananda-Marga-Philosophie ist der Neuhumanismus, den Prabhat Sarkar in seinem 1982 veröffentlichten Buch Liberation of Intellect – Neohumanism beschreibt. Sarkar definiert Neohumanismus als eine auf universaler Liebe basierende Weltanschauung, die die Befreiung des Intellekts von Beschränktheit (z. B. Rassismus, religiösem Dogmatismus und Sexismus) hin zu universalem Wohlwollen fördert.
Sozial-ökonomische Prinzipien der Ananda-Marga-Philosophie wurden von Prabhat Ranjan Sarkar 1959 formuliert und PROUT (PROgressive Utilization Theory, dt.: Theorie der progressiven Nutzung) genannt.
Die Ananda-Marga-Lebensweise basiert auf ethischem Verhalten.  Niemandem bewusst Schaden zuzufügen (Ahimsa) und wohlwollende Wahrhaftigkeit (Satya) sind die Grundlagen aller spirituellen und sozialen Praktiken von Ananda Marga. Auf dieser Grundlage ist die Meditation die Hauptübung. Durch Meditation und anderen geistigen und spirituellen Übungen werden Konzentrationsfähigkeit, Ausgeglichenheit, Selbstbeherrschung, Mitgefühl, innerer Frieden und Erkenntnis des tiefsten Wesenskerns geübt. Zur Körper- und Gesundheitspflege gehören eine yogische (vegetarische) Ernährung und Yoga-Körperübungen (Asanas).

„Ein Zustand geistiger Ausgeglichenheit und Balance wird Frieden genannt.  Es ist wichtig zu wissen, wie der Zustand des Friedens erlangt und wie er gestört wird.  Systematische spirituelle Praktiken führen zu psychischer Ausgeglichenheit, wohingegen dogmatischer Aberglaube den geistigen Frieden stört.  Spirituelle Disziplin und unnachgiebiges Bemühen, sich von Aberglauben zu befreien, sind notwendig, um geistigen Frieden zu bewahren.

Das Hauptziel des menschlichen Lebens ist, frei von Not und Leiden zu sein. Sonst kann man nicht hoffen, inneren Frieden zu erlangen.  Das Aufhören des Leidens hat zwei Aspekte, den vorübergehenden und den dauerhaften. Das, was die vorübergehende Beendigung des Leidens bewirkt, wird Artha (psycho-physische Befriedigungsquelle) genannt. Aber Artha ist ein grobes Objekt, und somit kann es nur grobe und vorübergehende Befriedigung bewirken. Um dauerhafte Erlösung von Sorgen und Leiden zu erlangen, benötigt man Paramartha [spirituelle Erfüllung]. Paramartha kann nur durch spirituelle Praktiken erlangt werden. Deswegen wird in Ananda Marga jedes Mitglied ermutigt, vom fünften Lebensjahr ab zu üben. Während man so wächst, erwirbt man enorme körperliche, psychische und spirituelle Nutzen.

Die Ananda-Marga-Methode der spirituelle Praktiken ermutigt eine Person nicht dazu, alle weltlichen Aufgaben aufzugeben.  Im Gegenteil, sie lehrt, wie man die physischen, feinstofflichen und kausalen Potentiale am besten nutzt, um dauerhafte geistige Ausgeglichenheit und inneren Frieden zu erlangen und um den physischen, geistigen und spirituellen Fortschritt zu fördern. Ananda Marga lehrt ein methodisches und wissenschaftliches System von spirituellen Praktiken.“

### Symbol
Das Symbol von Ananda Marga wird Pratiik genannt. Es besteht aus zwei ineinander gefügten, gleichseitigen Dreiecken, in deren Mitte eine aufgehende Sonne und darin ein Swastika sind. Das nach oben gespitzte Dreieck symbolisiert Energie und Dienst, das nach unten gespitzte Dreieck symbolisiert Wissen und Erkenntnis. Die aufgehende Sonne symbolisiert Fortschritt und das Swastika permanente spirituelle Erfüllung.

## Gesellschaft
Die Ananda Marga Gesellschaft ist auf einem gemeinsamen spirituellen Ziel gegründet: die Erkenntnis des unendlichen, ewigen Bewusstseins, das sich in allem manifestiert. Mitglieder der Ananda Marga Gesellschaft kommen zu wöchentlichen Gruppenmeditationen oder Dharmacakras zusammen. Zur Gesellschaft gehört ein Orden für Nonnen und Mönche, die als Didis (Schwestern) bzw. Dadas (Brüder) angesprochen werden; die meisten Ananda Margis (oder kurz Margis) sind allerdings Laien. In der Ananda Marga Gesellschaft wird Mönchen, Nonnen und Laien ein gleiches spirituelles Potential zugeschrieben. Sie alle können spirituelle Lehrer (Acaryas) und auch Amtsträger sein. Die Gesellschaft ist auf allen Kontinenten aktiv und am zahlreichsten in Indien verbreitet. 
Die Ananda Marga Gesellschaft wird von westlichen Experten oft als Neue Religiöse Bewegung aufgefasst, obwohl sie keiner Religion zugehört und sich nicht als Religion versteht. Menschen aus verschiedenen religiösen Hintergründen kommen in Ananda Marga zusammen und praktizieren universelle, spirituelle Übungen. Mitglieder von Ananda Marga machen keine Unterschiede zwischen sich und ihren Mitmenschen, sie sehen alle Lebewesen als Mitglieder einer universalen Familie an.

## Organisation
Prabhat Sarkar nannte die Ananda-Marga-Organisation Ananda Marga Pracaraka Samgha (AMPS), deutsch: Gesellschaft zur Verbreitung von Ananda Marga. Sie wurde 1964 ins Vereinsregister in Westbengalen, Indien, eingetragen. Die Organisation bemüht sich, die Ananda-Marga-Philosophie und -Lebensweise, welche auf Moralität, Spiritualität und Rationalität basiert, zu verbreiten und zu verwirklichen. Durch Abteilungen und Unterorganisationen wie z. B. AMURT (Ananda Marga Universal Relief Team), AMURTEL, (Ananda Marga Universal Relief Team Ladies), Women‘s Welfare Department (WWD), und Renaissance Artists and Writers Association (RAWA) verrichten Margis umfangreiche soziale, volksbildnerische, kulturelle und spirituelle Dienste.

## Geschichtliches
1962 spendete ein ehemaliger Raja (Fürst) an Ananda Marga Pracaraka Samgha ca. 50 Hektar Land im Purulia Landkreis West Bengalens. Das Land wurde Ananda Nagar genannt und dient seitdem als Hauptquartier der Organisation.
Am 5. März 1967 marschierte eine bewaffnete Menschenmenge von Hunderten auf den Ashram (spirituelles Zentrum) in Ananda Nagar zu. Drei Ananda-Marga-Mönche und zwei Margiis gingen der Menschenmenge entgegen und wurden von ihr niedergeschlagen und ermordet. Ein indisches Gericht verurteilte 19 Personen für dieses Verbrechen zu Gefängnisstrafen.
Während des Ausnahmezustands 1975–1977 wurde AMPS wegen angeblich illegaler politischer Betätigung zusammen mit ca. 25 anderen eingetragenen Vereinen und Organisationen von der Indira-Gandhi-Regierung verboten. Über 100.000 Menschen wurden zu jener Zeit ohne Gerichtsverhandlung inhaftiert, darunter mehrere tausende Margiis.
Im Dezember 1971 wurde P. R. Sarkar inhaftiert. Ihm wurden die Verschwörung zum Regierungssturz und die Anstiftung zum Mord von sechs ehemaligen Ananda-Marga-Mönchen vorgeworfen. P. R. Sarkar wies diese Anschuldigungen als falsch und von böswilligen Interessen fabriziert zurück.
Im Februar 1973 gab der Gefängnisarzt Sarkar eine Arznei, woraufhin er für mehrere Stunden bewusstlos wurde und fast erblindete. Nachdem er wieder bei Kräften war, bat Sarkar um eine juristische Untersuchung dieses von ihm als Vergiftung verdächtigten Ereignisses. Als seiner Bitte nicht nachgegangen wurde, begann P. R. Sarkar ein Fasten, das von April 1973 bis August 1978 ging.
Nach fünfjähriger Inhaftierung ohne Gerichtsverhandlung wurde P. R. Sarkar im November 1976, also während einer „ungehinderten, tyrannischen Regierungsmacht des Ausnahmezustandes“, zusammen mit vier Mitangeklagten zu lebenslanger Haft wegen gemeinschaftlich begangener Entführung und der Beihilfe zum Mord verurteilt. Während der Haft protestierten Margiis weltweit gegen die Um- und Zustände der Inhaftierung. Einige Margiis verübten Attentate. P. R. Sarkar lehnte diese Gewaltanwendungen ab und erklärte, dass er nicht durch solche Taten befreit werden wollte.
Am 8. Februar 1978 verbrannten sich an der Kaiser-Wilhelm-Gedächtniskirche in Berlin eine Nonne und ein Mönch von Ananda Marga, Didi Uma und Dada Lokesh, mit bürgerlichen Namen Erika Ruppert und Helmut Kleinknecht; sie wollten mit ihrer Tat gegen die Verfolgung von Ananda Marga in Indien sowie die im Westen diesbezüglich herrschende Gleichgültigkeit protestieren. Am 2. Oktober 1978 setzte sich Lynette Phillips vor dem Hauptgebäude der Vereinten Nationen in Genf in Brand. Sie gehörte der Bewegung Ananda Marga an und hinterließ einen Abschiedsbrief, in dem sie die "Inhumanität (…) unserer Gesellschaft" anprangerte. Eine weitere Selbstverbrennung eines Margii-Bruders erfolgte in Manila.
Am 4. Juli 1978 wurde P. R. Sarkar vom Obersten Gerichtshof in Patna in einer neuen Gerichtsverhandlung von allen Anklagen freigesprochen. In der 197-seitigen Urteilsbegründung beschrieben die Richter die Unzulänglichkeit und Unglaubwürdigkeit des Falles der Anklagevertretung und des Kronzeugen.
Am 30. April 1982 wurden 17 Ananda-Marga-Mönche und -Nonnen von kommunistischen Kadern am helllichten Tage auf einer belebten Straße (Bijon Setu) in Kalkutta getötet.
Im September 1982 begann P. R. Sarkar mit dem Komponieren von Prabhat Samgiita, einer Sammlung von insgesamt 5018 Liedern.
P. R. Sarkar verstarb am 21. Oktober 1990.
Die Times of India (Auflage: 3,14 Millionen), DNA (Daily News & Analysis) und andere Tageszeitungen Indiens mit Auflagen von über Hunderttausenden veröffentlichten Lehrreden von P. R. Sarkar durchschnittlich zweimal im Monat.